# PayPal Park
Il PayPal Park è uno stadio di calcio della città di San José in California negli Stati Uniti, nell'area metropolitana di San Francisco, nei pressi dell'Aeroporto Internazionale di San Jose.

## Storia
L'impianto è di proprietà dei San Jose Earthquakes che vi disputa le partite interne della Major League Soccer. La sua costruzione è iniziata il 21 ottobre 2012 ed è stato inaugurato il 22 marzo 2015. Gli Earthquakes vi disputarono la loro prima partita il 28 febbraio 2015 nell'ultimo incontro in preparazione della nuova stagione affrontando i Los Angeles Galaxy, mentre la prima partita ufficiale della Major League venne giocata il 22 marzo 2015 contro i Chicago Fire. In precedenza il San Jose disputava le loro partite interne al Buck Shaw Stadium.
Indicato nei primi progetti come Earthquakes Stadium, dal 2014 al 2021 l'impianto è stato battezzato Avaya Stadium, previa cessione del diritto di denominazione all'azienda di telecomunicazioni Avaya; conclusa tale sponsorizzazione, è subentrata PayPal, multinazionale nel campo dei pagamenti digitali, che ha imposto il nuovo nome di PayPal Park

## Caratteristiche
Lo stadio ha una pianta a forma di "U": dietro una delle due porte la gradinata è sensibilmente più bassa e sopra di essa è collocata un’ampia piattaforma aperta a tutti senza necessità di biglietto, ove è possibile seguire le partite usufruendo del bar che vi è ricavato, stando in piedi o sedendo ai tavoli. Sulla tettoia del bar si erge uno schermo gigante ad alta definizione visibile da entrambi i lati, sia dall'interno dello stadio, sia da Coleman Avenue.
Le tribune sono quasi completamente coperte.